# Papići
Papići je naselje u Republici Hrvatskoj, u sastavu Općine Sunja, Sisačko-moslavačka županija. 

## Stanovništvo

### Popis 2001.
Prema popisu stanovništva iz 2001. godine, naselje je imalo 117 stanovnika te 51 obiteljskih kućanstava.

### Popis 2011.
Prema popisu stanovništva iz 2011. godine, u naselju je živjelo 56 osoba.
| broj stanovnika | 110   | 155   | 170   | 199   | 269   | 255   | 234   | 217   | 184   | 216   | 203   | 183   | 170   | 173   | 117   | 56    | 34    |
|                 | 1857. | 1869. | 1880. | 1890. | 1900. | 1910. | 1921. | 1931. | 1948. | 1953. | 1961. | 1971. | 1981. | 1991. | 2001. | 2011. | 2021. |

## Šport
Od 1974. godine u naselju je postojao nogometni klub Radnik.